# Charminus camerunensis
Espèce
Charminus camerunensis est une espèce d'araignées aranéomorphes de la famille des Pisauridae.

## Distribution
Cette espèce se rencontre en Afrique centrale et en Afrique de l'Ouest.

## Description
Le mâle décrit par Sierwald en 1997 mesure 8,7 mm et les femelles de 7,8 à 9,7 mm.

## Étymologie
Son nom d'espèce, composé de camerun et du suffixe latin -ensis, « qui vit dans, qui habite », lui a été donné en référence au lieu de sa découverte, le Cameroun.

## Publication originale
- Thorell, 1899 : Araneae Camerunenses (Africae occidentalis) quas anno 1891 collegerunt Cel. Dr Y. Sjöstedt aliique. Bihang till Kongliga Svenska Vetenskaps-Academiens Handlingar, vol. 25, no 1, p. 1-105.